# Apistogramma pantalone
Apistogramma pantalone är en fiskart som beskrevs av Römer, Römer, Soares och Hahn 2006. Apistogramma pantalone ingår i släktet Apistogramma och familjen Cichlidae. Inga underarter finns listade i Catalogue of Life.